# Въртошийки
Въртошийките (Jynx) са род птици от семейство Кълвачови (Picidae).
Таксонът е описан за пръв път от Карл Линей през 1758 година.

## Видове
- Jynx ruficollis – Червеноврата въртошийка
- Jynx torquilla – Въртошийка